# INSEAD
Az INSEAD (Institut européen d'administration des affaires) egy 1957-ben alapított európai felsőoktatási intézmény, amely az üzleti tudományok terén nyújt posztgraduális képzést. Három campusa van, Fontainebleau-ban, Szingapúrban és Abu-Dzabiban.
2019-ben az INSEAD a Financial Times rangsora szerint a legjobb 5 európai üzleti iskola között szerepelt.
Az iskola programjai AMBA, EQUIS és AACSB hármas akkreditációval rendelkeznek. Az intézmény legismertebb végzősei közé olyan személyiségek tartoznak, mint Jean de Luxembourg és Arnaud Montebourg.